# Forgiveness
Forgiveness es una película de terror experimental mexicanoestadounidense de 2021, dirigida y escrita por Alex Kahuam. La cinta se estrenó en el festival FrightFest, realizado en el Reino Unido.

## Argumento
Magnea, Camila y Aisha se despiertan en un hospital, sin recuerdos de cómo llegaron allí. Cada una descubre que ha sido malograda físicamente para siempre: una es ciega, otra es sorda, y otra es muda. Tendrán que encontrar una salida o morirán.

## Reparto
- Alejandra Toussaint como Camila
- Alejandra Zaid como Aisha
- Jessica Ortiz como Magnea
- Laura de Ita como la enfermera
- Diego Garza como el hombre con machete
- Saúl Mercado como hombre misterioso

## Recepción

### Crítica
En la página de reseñas Rotten Tomatoes, la película tiene un índice de aprobación del 60% basado en 5 reseñas, con una calificación promedio de 5.8/10. Martin Unsworth, de la revista Starburst, escribió: «Forgiveness está llena de imágenes inquietantes con un toque surrealista y es terriblemente fascinante».

### Premios
| Año  | Premio         | Categoría                      | Nominados(as) | Resultado | Ref(s) |
| ---- | -------------- | ------------------------------ | ------------- | --------- | ------ |
| 2021 | FrightFest     | Discovery Screen               | Alex Kahuam   | Nominado  | [ 7 ]  |
| 2021 | IFI HORRORTHON | Mejor película                 | Alex Kahuam   | Nominado  | [ 8 ]  |
| 2021 | Grimmfest      | Mejor largometraje             | Alex Kahuam   | Nominado  | [ 9 ]  |
| 2021 | Mórbido Fest   | Mejor película latinoamericana | Alex Kahuam   | Nominado  | [ 10 ] |